# Mascarenotus
Mascarenotus es un género extinto de aves strigiformes de la familia Strigidae. Sus miembros habitaban en las islas Mascareñas, un grupo de islas en el sudoeste del océano Índico.

## Especies
El género comprende tres especies:
- Mascarenotus grucheti Mourer-Chauviré, Bour, Moutou & Ribes, 1994 – búho de Reunión;
- Mascarenotus murivorus (Milne-Edwards, A, 1874) – búho de Rodrigues;
- Mascarenotus sauzieri (Newton, A & Gadow, 1893) – búho de Mauricio.